# Contreras’ Especial Mars
Contreras’ Especial Mars is een Belgisch bier.
Het bier wordt gebrouwen door Brouwerij Contreras te Gavere.
Contreras’ Especial Mars is een seizoensbier van hoge gisting. Het is een zogenaamd marsbier: een bier dat in de lente gebrouwen wordt (“mars” is het Frans voor “maart”). Het bier heeft een alcoholpercentage van 6,5%. Het bier werd voor het eerst gebrouwen in 1898.